# 新村街道 (景德镇市)
新村街道，是中华人民共和国江西省景德镇市珠山区下辖的一个乡镇级行政单位。

## 行政区划
新村街道下辖以下地区：
北路社区、西路社区、洪家山社区、夜叉坞社区、昌虹社区、中路社区、梅家岭社区、梨树园社区、百眼井社区、何家坞社区、向阳岭社区、茶叶坞社区、筲箕坞社区和莲花山社区。